# Hironari Miyazawa
Hironari Miyazawa (japanisch 宮沢 弘成 Miyazawa Hironari; * 1927 in der Präfektur Tokio; † 2023) war ein japanischer theoretischer Elementarteilchen-Physiker.
Miyazawa studierte Physik an der Universität Tokio mit dem Abschluss 1950 und der Promotion 1953. Als Post-Doktorand war er 1953 bis 1955 an der Universität Chicago bei Gregor Wentzel und Enrico Fermi. 1955/56 war er am Institute for Advanced Study (ebenso 1960/61). Danach ging er wieder an die Universität Tokio, wo er 1968 eine volle Professur erhielt. Zeitweise war er dort Direktor des Labors für Mesonenphysik. Nach der Emeritierung ging er 1988 an die Universität Kanagawa und lehrte dort bis 1998.
Während seines Aufenthalts in Chicago entwickelte er mit Marvin Goldberger und Reinhard Oehme eine nach ihnen benannte Summenregel bei der Anwendung von Dispersionrelationen auf die Pion-Nukleonenstreuung.
Er schrieb auch in den 1960er Jahren frühe Arbeiten, in denen eine Supersymmetrie zwischen Baryonen und Mesonen eingeführt wurde, diese wurden aber damals überwiegend ignoriert und hatten keinen Einfluss auf die eigentliche Entwicklung der Supersymmetrie in den 1970er Jahren.
Er war unter anderem Gastprofessor in Chicago und an der University of Minnesota.
Er war Fellow der American Physical Society.